# Strażnica KOP „Babin”

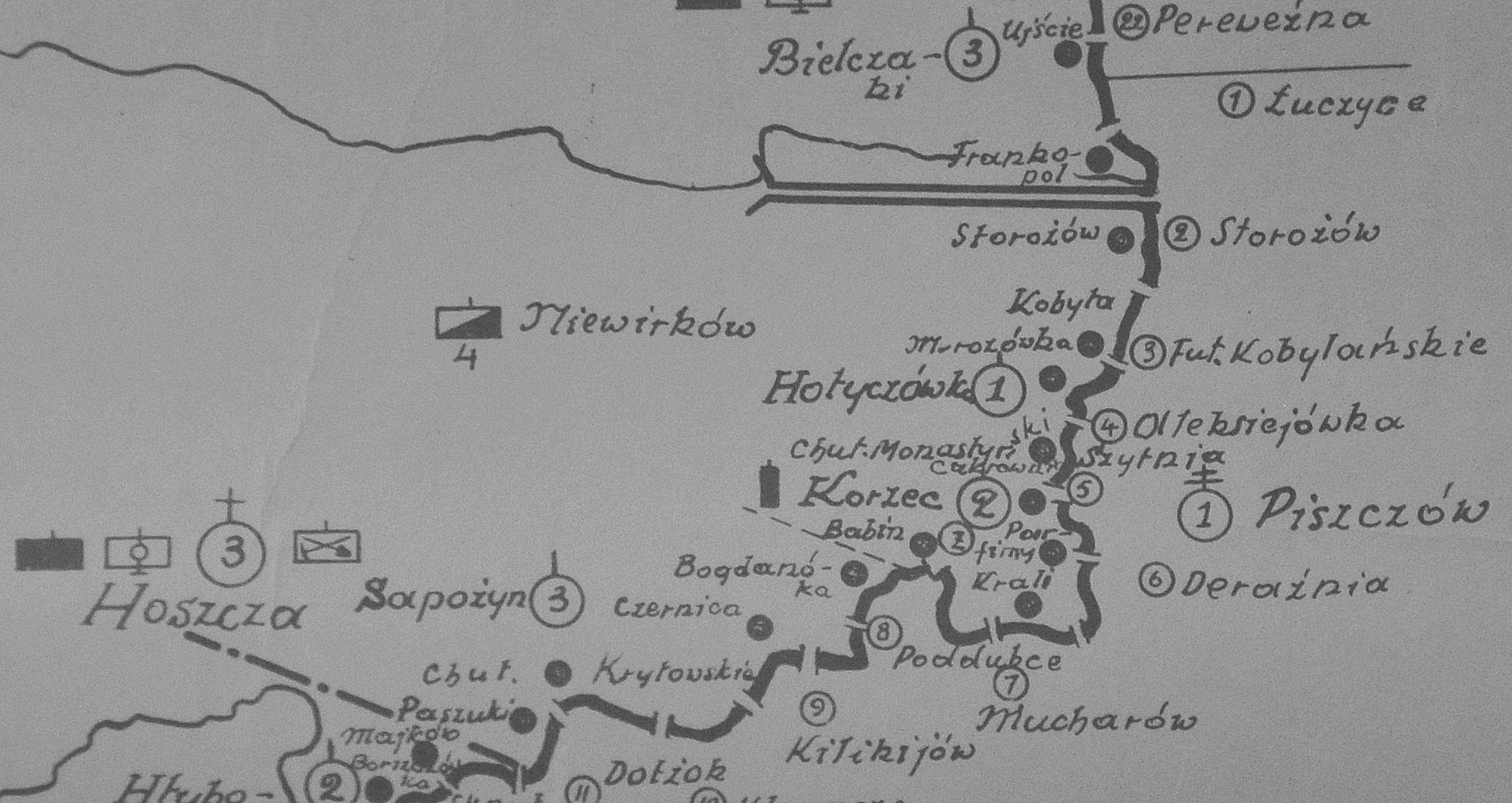
Rozmieszczenie baonu KOP „Hoszcza” w 1931

Strażnica KOP „Babin” – zasadnicza jednostka organizacyjna Korpusu Ochrony Pogranicza pełniąca służbę ochronną na granicy polsko-sowieckiej.

## Formowanie i zmiany organizacyjne
W 1924, w składzie 1 Brygady Ochrony Pogranicza, został sformowany 3 batalion graniczny. W 1928 w skład batalionu wchodziło 13 strażnic, w tym 99 strażnica KOP „Babin” . Strażnica w latach 1928–1939 funkcjonowała w strukturze organizacyjnej 2 kompanii granicznej KOP „Korzec” . Strażnica liczyła około 18 żołnierzy i rozmieszczona była przy linii granicznej z zadaniem bezpośredniej ochrony granicy państwowej.
W 1932 obsada strażnicy zakwaterowana była w budynku KOP. Strażnicę z macierzystą kompanią łączyła szosa długości 1,4 km i droga polna długości 3,7 km.

## Służba graniczna
Podstawową jednostką taktyczną Korpusu Ochrony Pogranicza przeznaczoną do pełnienia służby ochronnej był batalion graniczny. Odcinek batalionu dzielił się na pododcinki kompanii, a te z kolei na pododcinki strażnic, które były „zasadniczymi jednostkami pełniącymi służbę ochronną”, w sile półplutonu. Służba ochronna pełniona była systemem zmiennym, polegającym na stałym patrolowaniu strefy nadgranicznej, wystawianiu posterunków alarmowych, obserwacyjnych i kontrolnych stałych, patrolowaniu i organizowaniu zasadzek w miejscach rozpoznanych jako niebezpieczne, kontrolowaniu dokumentów i zatrzymywaniu osób podejrzanych, a także utrzymywaniu ścisłej łączności między oddziałami i władzami administracyjnymi.
Strażnica KOP „Babin” w 1932 ochraniała pododcinek granicy państwowej szerokości 5 kilometrów 962 metrów od słupa granicznego nr 1583 do 1592, a w 1938 pododcinek szerokości 7 kilometrów od słupa granicznego nr 1583 do 1592.
Sąsiednie strażnice:
- strażnica KOP „Krale” ⇔ strażnica KOP „Bogdanówka” – 1928[3], 1929[4], 1931[5] , 1932[6], 1934[7], 1938[8]